# 神條レイカ
神條 レイカ（かみじょう れいか、1986年2月2日 - ）は、日本のAV女優。
趣味・特技：ゲーム、音楽鑑賞。 

## 略歴
2009年11月に『現役アイドル声優さんが衝撃AVデビュー!!』でAVデビュー。

## 出演作品

### アダルトビデオ
2009年
- 現役アイドル声優さんが衝撃AVデビュー!!（2009年11月13日、MOODYZ）
- 現役アイドル声優さんのアニコス!!（2009年12月13日、MOODYZ）